# イモビライザー
イモビライザー（Immobilizer）とは、電子的なキーの照合システムによって、専用のキー以外ではエンジンの始動ができないという自動車盗難防止システムのこと。

## 機能
一般的に自動車の鍵は、キーシリンダー内部とキーの鍵山が（機械的に）一致すればイグニッションスイッチをオンにしてエンジンが始動できる。これに対し、イモビライザーは専用キーに埋め込まれたトランスポンダと呼ばれる電子チップが持つ固有のIDコードと車両側のIDコードを電子的に照合し、一致すればエンジンを始動させることができる。
従って合鍵などでドアを開け、エンジンを始動させようとしてもIDコードが一致しない限りエンジンを始動させることができない。なお、認証処理はトランスポンダと車両側のIDの間で複数種類のキーを使用して複数回行われ、全ての認証が成功しなければエンジンは始動しない。
キーのIDは暗号化されており、その組み合わせは数百万以上の数になり、複製することは極めて困難であるため、合鍵や配線直結の手口にも有効なセキュリティシステムとされてきた。

## 搭載状況
イモビライザーが出始めた当初は、一部の高級車などに採用されていた程度だったが、最近では軽自動車やミニバン、大型オートバイなど、標準装備として大衆車に採用される車種が多くなっている他、積荷目的での車両ごとの乗り逃げ盗難への対策として、いすゞ・エルフなど一部の貨物自動車への装備も始まっている。欧米では低価格の小型車でも、装着が「保安装置」として事実上義務付けられている。その一方で、トヨタ・ハイエースのように、極めて盗難率が高いにもかかわらず、2012年の5代目のマイナーチェンジの際にようやく全車標準装備になった例もある。
2004年に発売されたスズキ・スイフト（2代目）はBセグメントの日本車としては初めて全グレードで標準装備としている。また、特別仕様車ではよく特別装備として装備される機能でもある。

## イモビカッターによるイモビライザー破り
イモビライザーを搭載していても、該当の自動車が盗まれるケースもゼロではない。
また、国産自動車メーカーの車種の中には、運転席付近にある整備用のコネクタに差し込むことで車両側のIDコードをリセットできるものも存在しており、これを利用して別のキーのIDコードに照合させることでエンジンの始動を可能にする装置（通称「イモビカッター」）も登場し、十数秒で解錠できるようになってしまった。
現在の「法令」では、このような装置の所持は完全な違法ではないが、2013年2月13日に愛知県が業務で必要な場合など「正当な理由」なく所持することを禁止する条例の改正案を同年7月1日から施行することが発表された（罰則は1年以下の懲役および50万円以下の罰金）。
一部の損害保険会社では、イモビライザー搭載車を対象とした自動車保険料の割引サービスも行っているが、一方で実際に車両が盗まれた場合に、保険金の支払いを拒絶される事例が多発している。この場合、保険金支払いを受けるには、契約者が自ら訴訟を提起しなければならず、長い時間と労力を要する。
2005年12月13日、大阪地方裁判所判決の事案を例とすれば、2004年3月21日に、奈良県香芝市の男性が所有するトヨタ・ランドクルーザーが盗まれる事件が発生。これに対し、男性の契約する損害保険会社へ保険金（約500万円）の支払いを要求するが、被告の保険会社は「イモビライザーは解除不能であるから盗難は不可能なはずだ」と主張し、損害保険の支払いを拒否したため、保険金の支払いを求める民事訴訟に発展した。
最終的には
- 車両が実際になくなっているため、盗難の事実を覆すのは困難である
- レッカー車で車両ごと持ち去った可能性は捨てきれない
- レッカー車などで持ち去ったあと、イモビライザーを交換すればエンジンは始動できる。

と認定、損害保険会社に全額の支払いを命じた。事件から支払いの判決を得るまで1年9か月を要した。

### イモビカッター以外による盗難
- 車両に搭載された元のイモビライザーを外し、別のキーに対応したイモビライザーを取り付ければ始動出来る。
- エンジンコントロールユニットにイモビライザーの機能が付いている場合は、上記と同様に交換すれば始動出来る。
- セルモーターの配線をカットするタイプのイモビライザーである場合は、その配線を直結することで無効化出来る。また、押し掛けなどの方法でセルモーターを使わない方法で始動できる。